# Paulina Petri

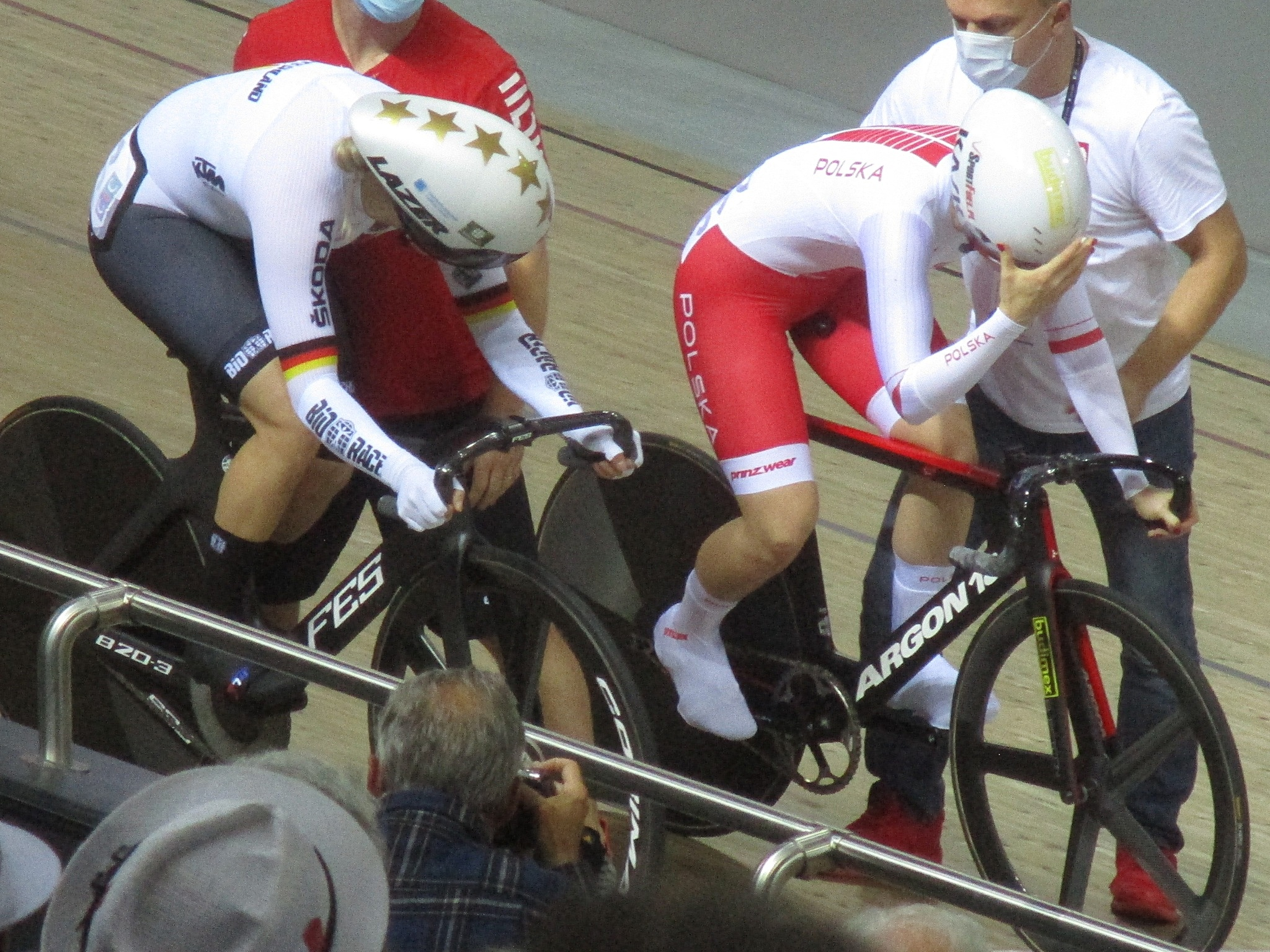
Petri (r.) im 1/16-Finale Sprint bei den Bahnweltmeisterschaften 2020, gegen Emma Hinze

Paulina Petri (* 3. Februar 2000 in Pruszków) ist eine polnische Bahnradsportlerin.

## Sportlicher Werdegang
Ihre sportliche Laufbahn begann Paulina Petri mit Basket- und Volleyball, hatte aber keine Freude an Mannschaftssportarten. Zunächst versuchte sie sich im Boxen, was ihr Vater aber ablehnte, und schließlich entschied sie sich für Radsport. Sie probierte sich in verschiedenen Gattungen aus, bis sie sich schließlich für die Sprintdisziplinen auf der Bahn entschied.
Zunächst war Petri besonders erfolgreich in Teamsprint-Rennen: 2018 errang sie mit Nikola Sibiak bei den Junioren-Europameisterschaften in dieser Disziplin die Bronzemedaille. 2020, 2021 und 2020 errang sie weitere U23-Medaillen im Teamsprint. 2022 wurde sie polnische Elite-Meisterin im Keirin, in der Kategorie U23 in Sprint und Keirin. 2023 wurde sie zweifache Meisterin in diesen beiden Disziplinen. Seit 2022 startet sie international auch in der Elite; 2024 wurde sie bei den Bahneuropameisterschaften in Apeldoorn Siebte im Zeitfahren über 500 Meter.
2024 wurde Paulina Petri vorläufig für die Teilnahme an den Olympischen Spielen in Paris nominiert.

## Privates
Paulina Petri hat ein Studium in Psychologie abgeschlossen.

## Erfolge
2018
- Junioren-Europameisterschaft – Teamsprint (mit Nikola Sibiak)

2020
- U23-Europameisterschaft – Teamsprint (mit Nikola Seremak und Nikola Sibiak)

2021
- U23-Europameisterschaft – Teamsprint (mit Nikola Seremak und Nikola Sibiak)

2022
- U23-Europameisterschaft – Teamsprint (mit Joanna Blaszczak, Nikola Sibiak und Natalia Wezyk)
- U23-Europameisterschaft – Keirin
- Polnische Meisterin – Keirin
- Polnische U23-Meisterin – Sprint, Keirin

2023
- Polnische Meisterin – Keirin, Sprint